# Imperato-Krokus
Der Imperato-Krokus (Crocus imperati), auch Teufels-Krokus genannt, ist eine Pflanzenart aus der Gattung der Krokusse (Crocus) in der Familie der Schwertliliengewächse (Iridaceae).

## Merkmale
Der Imperato-Krokus ist ein ausdauernder Knollen-Geophyt, der Wuchshöhen von 5 bis 10 Zentimeter erreicht. Die Knollenhülle ist parallelfaserig. Die Innenseite der Blüten ist purpurn, die Außenseite gelblich-strohfarben und deutlich dunkleren purpurnen Streifen. Die Perigonzipfel messen 25 bis 45 × 7 bis 18 Millimeter.
Die Blütezeit reicht von Januar bis März.
Die Chromosomenzahl beträgt 2n = 26.

## Vorkommen
Der Imperato-Krokus kommt in West-Italien vor. Die Art wächst auf trockenen Weiden und Macchien.

## Systematik
Es werden zwei Unterarten unterschieden:
- Crocus imperati subsp. imperati hat zwei Hochblätter,
- Crocus imperati subsp. suaveolens (Bertol.) B.Mathew (Synonym: Crocus suaveolens Bertol.[2]) hat nur ein Hochblatt.

## Nutzung
Der Imperato-Krokus wird selten als Zierpflanze für Steingärten und Rabatten genutzt. Die Art ist seit spätestens 1825 in Kultur. 'De Jager' ist eine Kulturvarietät aus subsp. suaveolens.

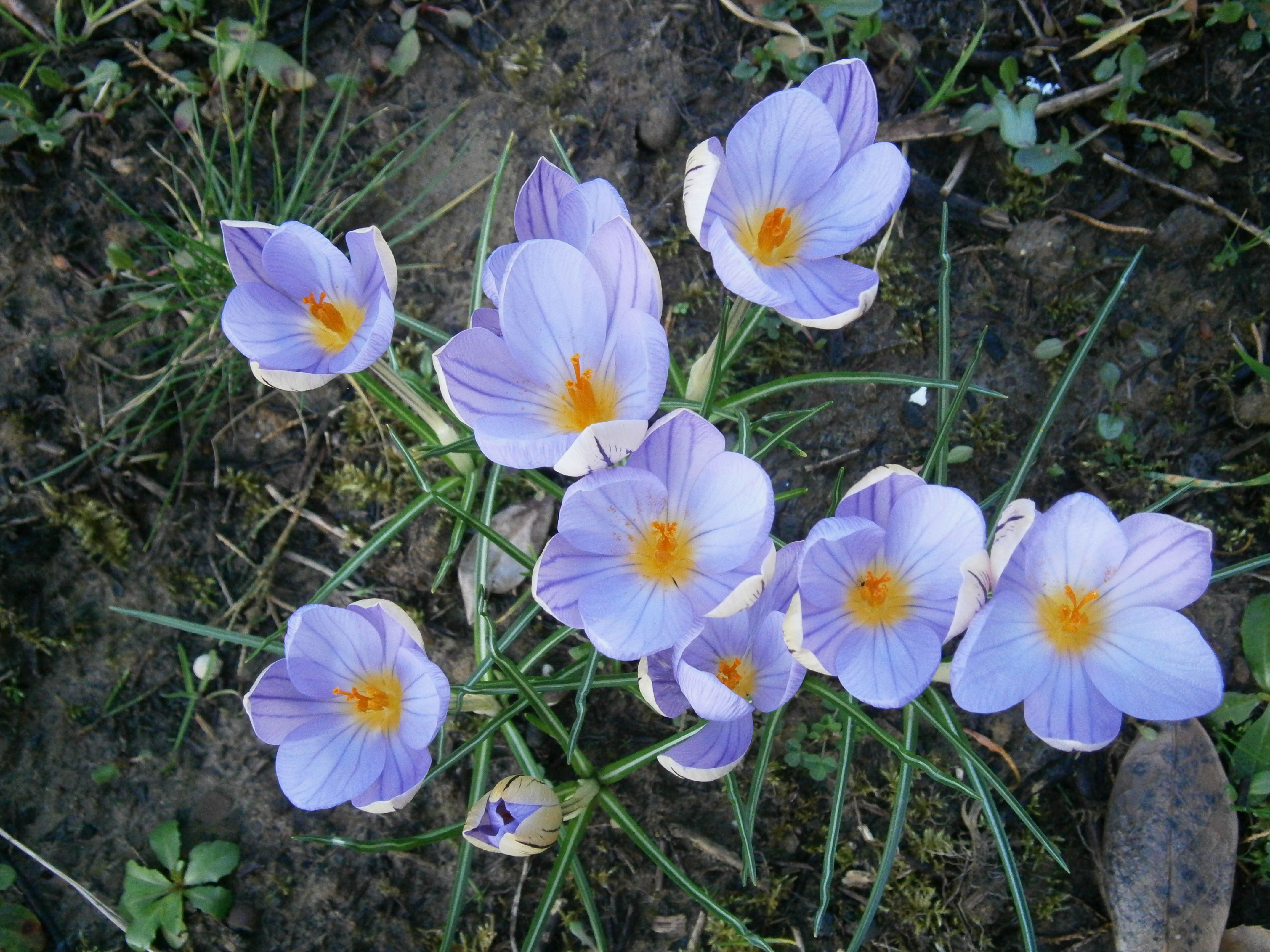
Crocus imperati 'De Jager'
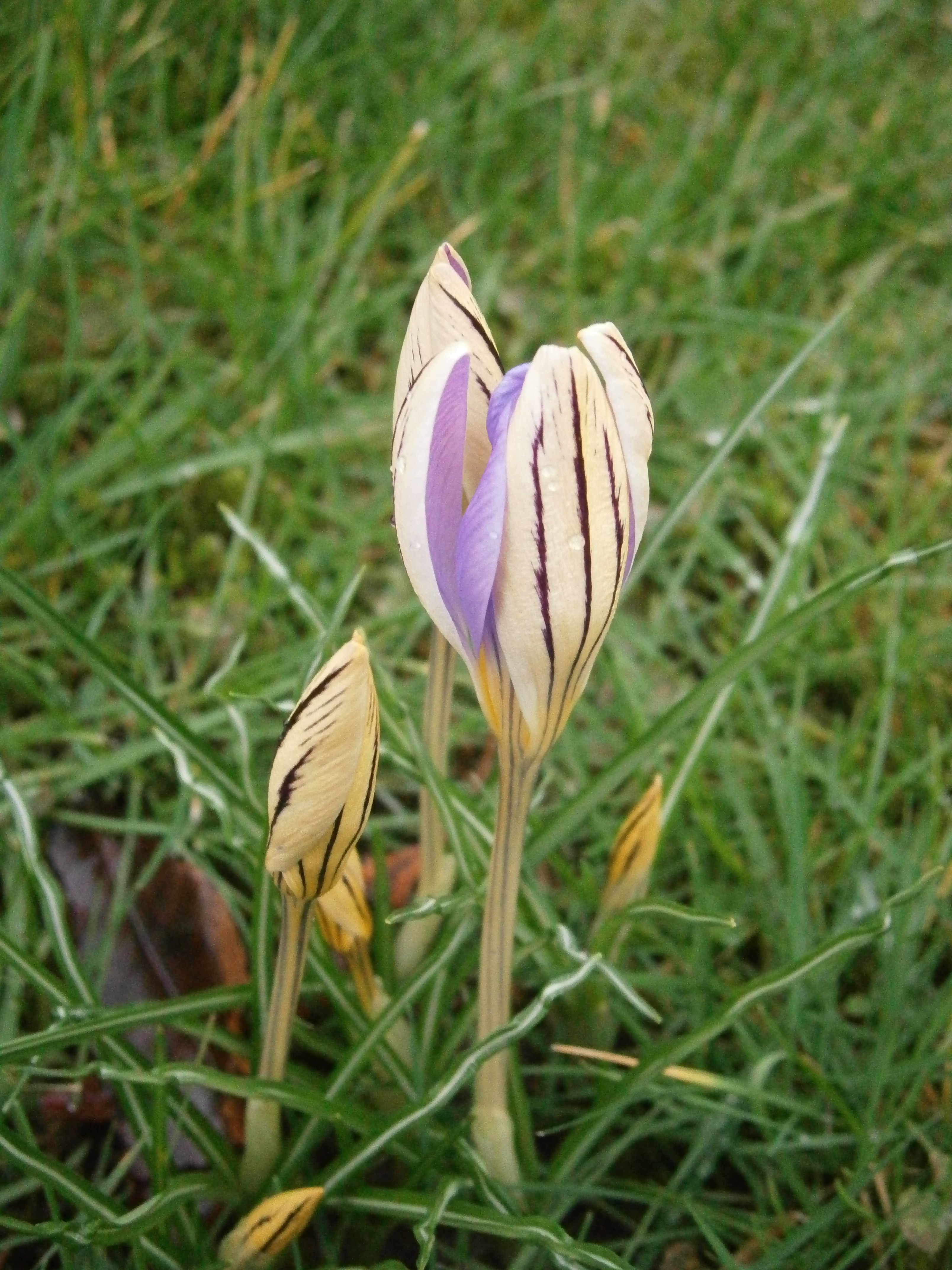
Crocus imperati 'De Jager' aufblühend
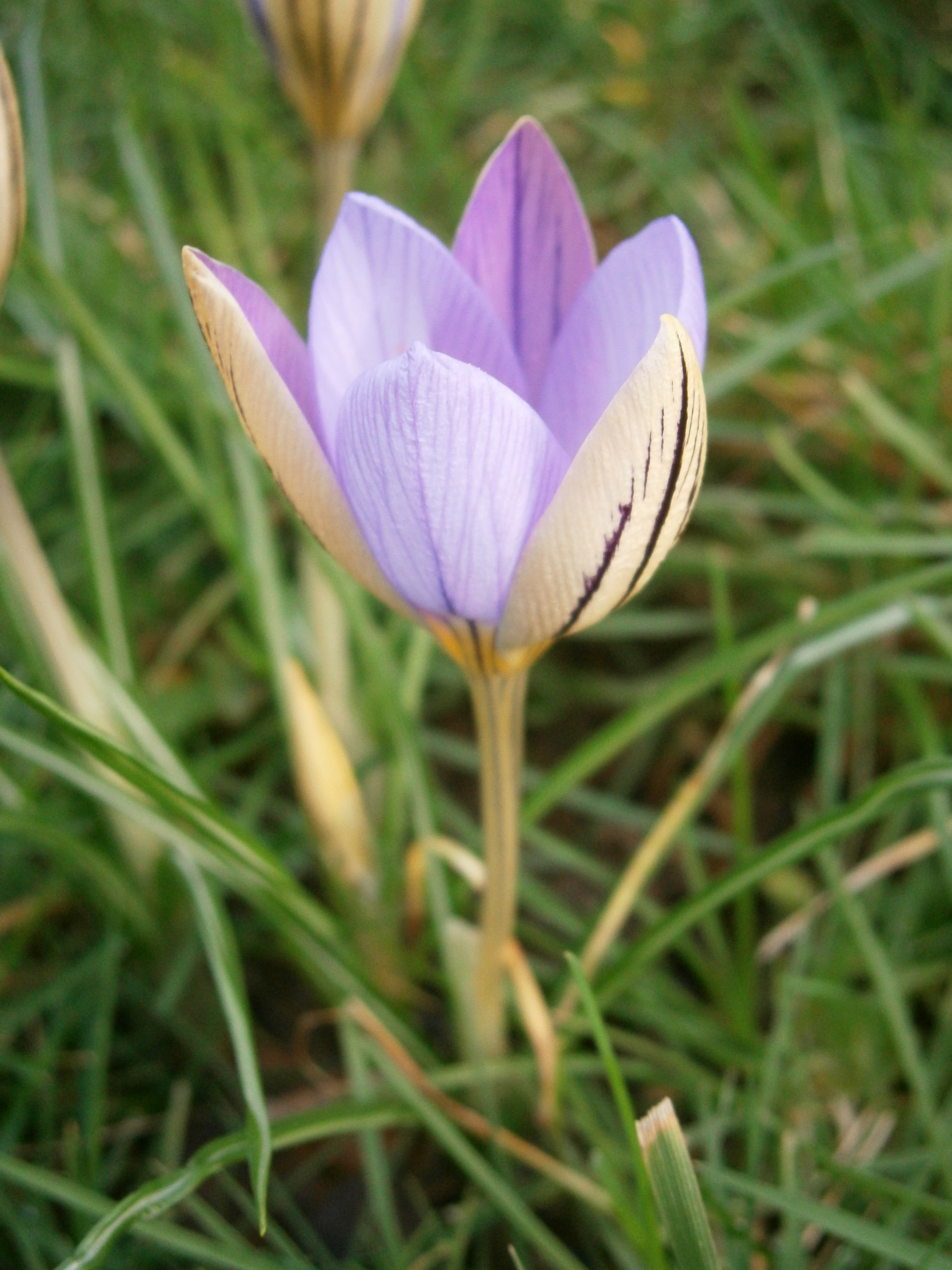
Crocus imperati 'De Jager' Außenseite der Blume
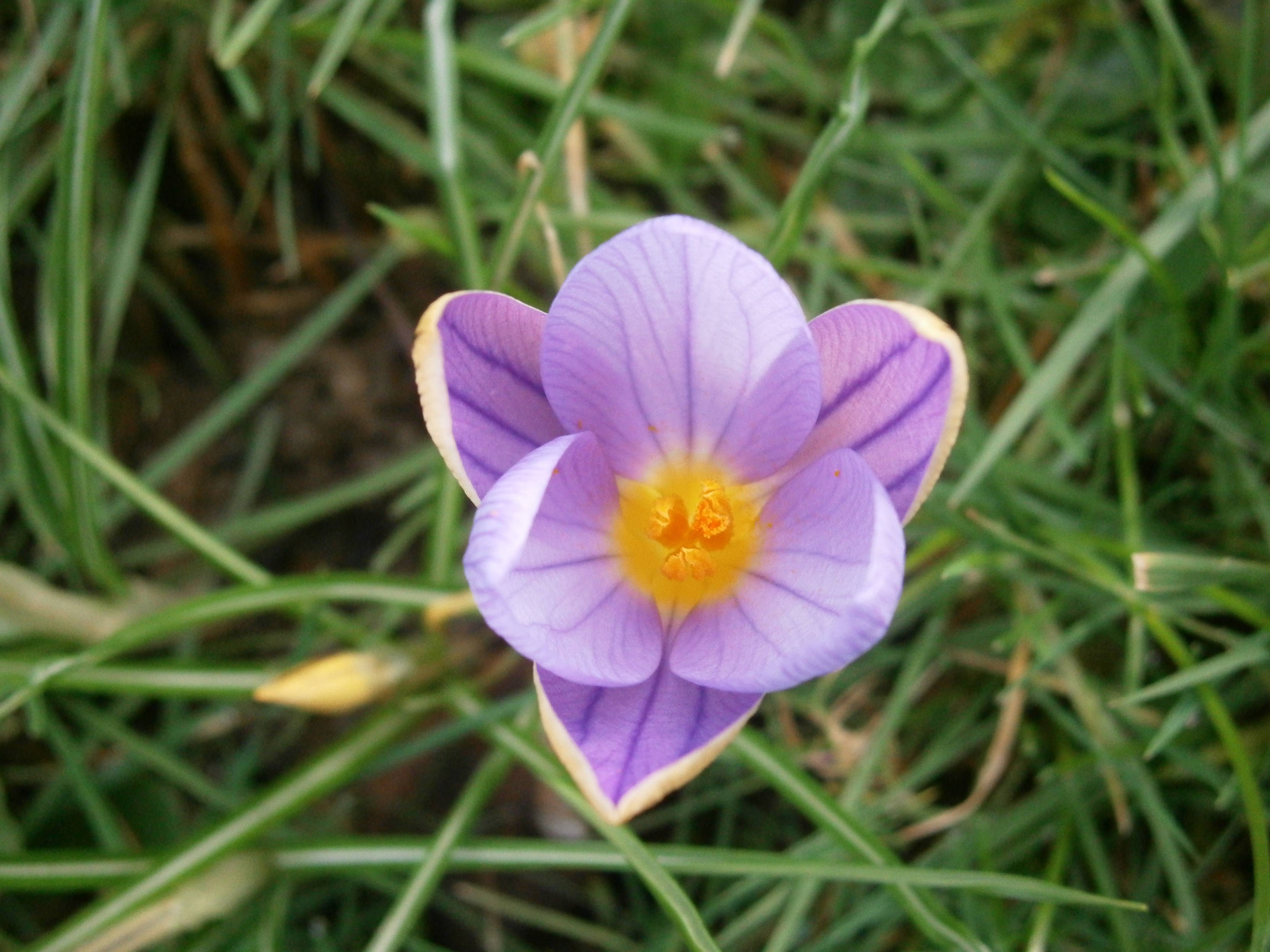
Crocus imperati 'De Jager' Innenseite der Blume